# Radiopejling
Radiopejling (engelsk: Radio direction finding; kort RDF eller direction finding; kort DF) er af finde ud af hvilken retning som et modtaget elektromagnetisk signal bliver sendt fra. Dette kan vedrøre radiobølger eller andre former for trådløs kommunikation, inklusiv radar signaldetektion og overvågning (ELINT/EST).
Ved at kombinere retningsinformation fra to eller flere modtagere i passende afstand til kilden på samme tid, kan radiokildens positionen bestemmes via triangulering.

## Anvendelse
Radiopejling anvendes i navigation af skibe og fly, for at finde en nødpejlesender i eftersøgning og redning, for sporing af dyreliv, og for at finde ulovlige eller forstyrrende radiosendere.
Radiopejling kan anvendes til at bestemme retningen til alle elektromagnetiske udstrålinger, selv meget lange bølgelængder (lave frekvenser) kræver meget store antenner, og bliver kun anvendt på jordbaserede systemer. Disse bølgelængder anvendes også til radionavigation til søs eftersom de kan rejse meget lange afstande "over horisonten", noget som er værdifuldt for skibe når optisk sigt kun er nogle kilometer. Automatiske pejleapparater som tidligere kunne finde positionen på skibe eller fly ved at pejle kendte radiofyr og faste radiospredninger, blev i 2017 gradvis udfaset.

### Radionavigation
Radiopejling kan også anvendes til stedbestemmelse ud fra retnings- og/eller afstandsbestemmelse af flere kendte radiosendere. Eksempler: Decca Navigator System, instrumentlandingssystem (ILS) og Global Positioning System (GPS).

### Lavineredning
Lavinebippere benytter normalt 457 kHz og er designet til at hjælpe med at lokalisere personer eller udstyr begravet af laviner. Da lavinebipperens signal er domineret af nærfeltet er det dette som benyttes ved lokalisering.

### radiopejleorientering; "rævejagt"
Rævejagt eller radiopejleorientering er navnet på en konkurrence som udøves af radioamatører og andre radiointeresserede. Rævejagten er en kombination af konventionel orienteringsløb med kort og kompas - samt radiopejleteknik.
Rævejagten udføres ved, at man med hjælp af en pejlemodtager finder gemte radiosendere ("rævene") i terrænet. Den som finder flest "ræve" på kortest tid vinder. Konkurrencen kan laves både som dagjagt og nattejagt.

### Militær
Militært er radiopejling et vigtigt værktøj for signalefterretning. Evnen til at finde positionen af en fjendtlig radiosender har været vigtig siden første verdenskrig og spillede en central rolle i anden verdenskrig og Slaget om Atlanterhavet. Radiopejling var vigtig i kampen mod tyske trusler både under anden verdenskrig, Slaget om England og i Slaget om Atlanterhavet. Luftforsvaret i Storbritannien har også anvendt radiopejling til at finde sine egne jagerflygrupper samtidig med at de også pejlede fjendtlige bombefly. Det er vurderet at Storbritanniens avancerede huff-duff-system var direkte eller indirekte ansvarlig for at 24% af alle tyske ubåde blev opdaget under krigen.
Moderne systemer anvender ofte fase-arrangerede antenner for at tillade hurtig stråleformning for meget nøjagtige resultater, og er som regel en del af et større elektronisk krigsførelsekompleks.

## Udvikling
Radiopejleapparater har udviklet sig i takt med udviklingen af ny elektronik. Tidlige systemer som anvendte mekanisk roterende radioantenner som sammenligner signalstyrker, blev videreudviklede og flere elektroniske versioner med det samme koncept blev konstrueret. Moderne systemer anvender sammenligning af fase eller doppler teknikker, der generelt er enklere at automatisere.

## Radioantenner
Radiopejling kræver en radioantenne som er retningsbestemt (mere følsom i visse retninger end andre). Fx har en Yagi-antenne en ganske markant retningsfølsomhed, så kilden til en radiosender kan blive bestemt ved at pege i den retning, der giver maksimal signalstyrke.
Radiopejling kan fx anvende følgende antennentyper:
- Ferritantenner - for langbølge og mellembølge (Minimumspejling)
- Rammeantenner - for langbølge, mellembølge og kortbølge (Minimumspejling)
- HB9CV-antenner - og Yagi-antennen for VHF (Maximumspejling og fasediskrimination)
- Helix-antenner - og parabolantenner (Maximumspejling og fasediskrimination)
- Rundstråleantenner i rundkreds (Adcock-antenne)
- Logaritmisk Periodisk Dipol Antenne (bredbåndet modtagelse, maximumspejling) på radiomålevogn fra Bundesnetzagentur (tysk) (tidligere Fernmeldetechnisches Zentralamt).